# Mochlozetes chambrieri
Mochlozetes chambrieri är en kvalsterart som beskrevs av Sandór Mahunka 1991. Mochlozetes chambrieri ingår i släktet Mochlozetes och familjen Mochlozetidae. Inga underarter finns listade i Catalogue of Life.